# Ягнило
Вижте пояснителната страница за други значения на Ягнило.
Ягнило е село в Североизточна България. То се намира в община Ветрино, област Варна.

## География
Ягнило се намира на 60 км западно от Варна и на 40 км от Шумен. Разположено е в малка долина, оградена отвсякъде с хълмове, което му придава много живописен и уютен вид.
Климатът през лятото е топъл, но не горещ, а зимата е сравнително мека, с обилни, но спокойни снеговалежи.
В радиус от 30 км няма промишлени предприятия, замърсяващи въздуха, поради което той е изключително чист и благоприятен за лечение на белодробни заболявания.
Отглеждат се много земеделски култури, развито е и животновъдството.
През Ягнило минава малка река, а в близост има два големи язовира с възможност за риболов. В селото има няколко големи чешми с постоянно течаща вода.

## История

### Античност
Край селото има останки на древни села. При направени разкопки са намерени оръдия на труда датирани около преди 6000 години. Намерени са и големи глинени съдове за складиране на зърно, древни монети. През 1895 г. в село Ягнило, Варненско, К. Стойчев открил в двора си съкровище от 3000 броя (около 5 кг) римски сребърни монети. За Народния музей били откупени 250 бр. Запазените са от Веспасиан до Марк Аврелий.

### Османски период
В миналото селото носи имената Яйлякьой, Яйла („Плато“) и Беш пънаръ („Пет кладенци“).

### След Освобождението
До 1884 година населението на селото е било съставено само от турци, голяма част от които са се изселили в Турция. Все още в селото живеят около 15 семейства турци. Днешното българско население са потомци на преселници от анадолски села, попаднало в Анадола по време на османската власт при изселването на различни български родове. Сред първите заточеници в Анадола са били и част от болярските родове, живели в Търново при завземането му от турците. През 1884 г. някои българи от селата Гьобел и Мандър напускат Анадола и пристигат със семействата и част от покъщнината си в освободена България. Установяват се в провадийските села Елес факъ (Доброплодно) и Яйлякьой (Ягнило), в които дотогава живее турско население. Българите от Анадола и турците от България се споразумяват да разменят имотите си. Замяната се крепи на честна дума – декар за декар, къща за къща, глава добитък за глава добитък. Така Ягнило се превръща в средище на малоазийските българи, които пренасят тук не само вещите си, а и богат фолклор и древни обичаи и традиции.
Запазени са подробни сведения от 28 февруари 1923 г. относно първото редовно годишно събрание на Яйленското кредитно сдружение „Пробуда“, състояло се в съответния дневен ред в помещението на основното училище в с. Яйла.
Със заповед № 2820/14 август 1934 г. селото се преименува на Ягнило.

## Население
Численост на населението според преброяванията през годините:
| \| Година на преброяване \| Численост \| \| --------------------- \| --------- \| \| 1934 \| 1080 \| \| 1946 \| 1160 \| \| 1956 \| 1152 \| \| 1965 \| 1029 \| \| 1975 \| 818 \| \| 1985 \| 599 \| \| 1992 \| 497 \| \| 2001 \| 403 \| \| 2011 \| 254 \| \| 2021 \| 203 \| |           |
| Година на преброяване | Численост |
| 1934 | 1080      |
| 1946 | 1160      |
| 1956 | 1152      |
| 1965 | 1029      |
| 1975 | 818       |
| 1985 | 599       |
| 1992 | 497       |
| 2001 | 403       |
| 2011 | 254       |
| 2021 | 203       |

### Етнически състав

#### Преброяване на населението през 2011 г.
Численост и дял на етническите групи според преброяването на населението през 2011 г.:
|                     | Численост | Дял (в %) |
| Общо                | 254       | 100.00    |
| Българи             | 166       | 65.35     |
| Турци               | 13        | 5.11      |
| Цигани              | 13        | 5.11      |
| Други               | 4         | 1.57      |
| Не се самоопределят | –         | –         |
| Неотговорили        | 58        | 22.83     |

## Религии
Основната част от населението са православни християни, неголям процент са мюсюлмани.
Има православен храм „Св. св. Константин и Елена“, реставриран и ремонтиран.

## Културни и природни забележителности
В Ягнило е създаден етнографски музей с богата сбирка от предмети на бита, автентични облекла, вещи и снимки на преселници от Анадола, дарени на музея от жителите на селото.
През 2005 г. възобнови дейността си фолклорният състав „Яйлата“, който изпълнява в автентичен вид песни, танци, обичаи и обреди на малоазийските българи.

## Редовни събития
На Петдесетница се коли курбан, в който участва цялото село. Прави се сред гората в местността Станата, където има малък параклис. Легендата разказва, че навремето един от жителите на селото, когато сякъл дърва там отсякъл едно дърво и в дънера му имало знаци, които удивително напомняли на кръстове. Името на човека е Димитър Кирков (Киряков). Той заръчал да се дава курбан за селото на това място. Жертвените агнета се колят и курбана се вари на самото място. Прави се водосвет за здраве и се отправят молитви към св. Петка да закриля хората и да пази селото от природни бедствия и злини.